# Tuparetama
Tuparetama est une municipalité brésilienne située dans l'État du Pernambouc.